# John Rittmeister
John Karl Friedrich Rittmeister (souvent abrégé John F. Rittmeister), né le 21 août 1898 à Hambourg et mort exécuté le 13 mai 1943 à la prison de Plötzensee à Berlin, est un médecin, psychanalyste freudien et combattant de la Résistance allemande au nazisme.
Il fait des études de médecine à Paris, Londres et Zurich où il rencontre Carl Gustav Jung, dont il devient un moment élève, mais dont il se détourne rapidement à cause du caractère pangermanique de ses théories. Il lui consacre plusieurs articles critiquant non seulement ses positions philosophiques et politiques mais surtout ce qu'il considère comme des insuffisances ou des erreurs dans le champ analytique.
Devenu psychothérapeute, il rejoint l'Institut psychanalytique de Berlin où il tente de s'opposer au mouvement qui en fera l'Institut Göring dont il est directeur de la polyclinique. Il est l'un des analysants de Werner Kemper, qui précisément collabore à cette époque à l'Institut Göring.
Puis il devient un membre actif du plus puissant et efficace réseau de résistance allemand : Die Rote Kapelle (l'Orchestre rouge). Arrêté en 1943, il est jugé et exécuté de façon expéditive par les autorités nazies et meurt décapité à la hache. Kemper sera plus tard soupçonné d'avoir été impliqué dans la dénonciation de son analysant aux nazis, ce qui est formellement contesté par des auteurs comme Hans Füchner.